# Alicante Bouschet
Alicante Bouschet oder Alicante Henri Bouschet ist eine Rotweinsorte. Es handelt sich dabei um eine Neuzüchtung von Henri Bouschet aus dem Jahr 1855 aus Grenache und Petit Bouschet. Petit Bouschet wiederum wurde aus den Rebsorten Teinturier du Cher und Aramon gekreuzt und ist eine Entwicklung von Louis Bouschet, dem Vater von Henri. Die Qualität der Traube ist mäßig, doch liefert sie eine schöne rote Farbe, wenn sie als Verschnitt eingesetzt wird.
Alicante Bouschet wird hauptsächlich im Süden Frankreichs und in Nordafrika (siehe Weinbau in Algerien) sowie in geringem Maße in Italien, Portugal und Kalifornien (→ Weinbau in Kalifornien) angebaut. In Spanien ist sie unter anderem in den D.O.-Gebieten Alicante, Almansa, Bierzo und Terra Alta unter dem Namen Garnacha Tintorera eine der zugelassenen Rebsorten. Sie ist nicht zu verwechseln mit der Rebsorte Bouchet, die ein Synonym für Cabernet Franc ist.
Zur Zeit der Prohibition in den USA war sie dort sehr beliebt. Diese Rebsorte eignet sich wegen der dickeren Haut sehr gut zum Transport. So konnte man selbst Wein erzeugen, ohne über einen eigenen Rebanbau zu verfügen.
Siehe auch die Artikel Weinbau in Frankreich (5.680 Hektar, Stand 2007), Weinbau in Südafrika, Weinbau in Italien, Weinbau in Argentinien, Weinbau in Chile (437 Hektar, Stand 2006), Weinbau in den Vereinigten Staaten (allein in Kalifornien 470 Hektar). Weinbau in Spanien sowie die Liste von Rebsorten.
Abstammung: Petit Bouschet × Grenache

## Ampelographische Sortenmerkmale
Die Rebsorte Alicante Bouschet neigt zu Phytoplasmabefall. Der Phytoplasmenbefall führt zu Vergilbungskrankheiten wie die Goldgelbe Vergilbung (franz.: Flavescence dorée) oder auch die Schwarzholzkrankheit.
Alicante Bouschet ist eine Varietät der Edlen Weinrebe (Vitis vinifera). Sie besitzt zwittrige Blüten und ist somit selbstfruchtend. Beim Weinbau wird der ökonomische Nachteil vermieden, keinen Ertrag liefernde, männliche Pflanzen anbauen zu müssen.

## Synonyme
Die Rebsorte Alicante Bouschet ist auch unter 69 weiteren Namen bekannt: Alicant De Pays	Alicante, Alicante Bouchet, Alicante Bouschet, Alicante Bouschet 2, Alicante Bouschet Crni, Alicante Enrico Bouschet, Alicante Extra Fertile, Alicante Femminello, Alicante H. Bouschet, Alicante Nero, Alicante Noir, Alicante Tinto	Alicantina, Alikant, Alikant Buse, Alikant Buse Bojadiser	Alikant Bushe, Alikant Bushe Ekstrafertil, Alikant Bushe Nr. 2, Alikant Genri Bushe, Alikante Henri Bouschet, Aragonais	Aragones, Arrenaou, Baga, Bakir Uezuemue, Barvarica, Blasco, Bojadiserka, Carignan Jaune, Colorina, Colorino Di Pisa, Cupper Grape, Dalmatinac Crni, Dalmatinka, Garnacha, Garnacha Tintorea, Garnacha Tintorera, Grenache Noir, Kambusa, Lhadoner, Likant, Likavit, Moraton, Mouraton, Murviedro, Negral, Pe De Perdiz, Pe De Pombo, Petit Bouschet, Redondal, Rikant	Rivesaltes, Rivos Altos, Roussillon, Rouvaillard, Sumo Tinto, Tinta Fina, Tinta Francesa, Tinto, Tinto Nero, Tinto Velasco, Tintorera, Tintorera De Liria, Tintorera De Longares, Tintoria, Tinturao und Uva di Spagna.